# Mitch Richmond
Mitch Richmond (Fort Lauderdale, Florida, SAD, 30. lipnja 1965.) je bivši američki košarkaš.
Studirao je na sveučilištu Kansas State. Golden State Warriorsi su ga 1988. na draftu izabrali u 1. krugu. Bio je 5. po redu izabrani igrač.

## Vanjske poveznice
- NBA.com